# Bazilika Gospe od Pilara
Bazilika Gospe od Pilara (špa. Catedral-Basílica de Nuestra Señora del Pilar) katolička je crkva u gradu Zaragozi u pokrajini Aragoniji u Španjolskoj. Bazilika je izraz poštovanja prema Blaženoj Djevici Mariji, pod naslovom Gospa od Pilara, koju je papa Ivan Pavao II. hvalio kao „majku španjolskog naroda“. Smatra se, da je ovo prva crkva posvećena Mariji u povijesti.
Lokalne tradicije smatraju, da je povijest ove bazilike započela u zori kršćanstva u Španjolskoj, pripisujući ukazanje svetom Jakovu apostolu za koga se po tradiciji vjeruje, da je donio kršćanstvo u Španjolsku. Ovo je jedino prijavljeno Marijino ukazanje, koje se dogodilo prije nego što se vjerovalo u njezino uznesenje na nebo.
Mnogi kraljevi Španjolske, mnogi drugi strani vladari i sveci iskazali su svoje poštovanje pred ovim Marijinim kipom. Među najistaknutijima su: sveti Ivan od Križa, sveta Terezija Avilska, sveti Ignacije Lojolski i blaženi William Joseph Chaminade. Bazilika Gospe od Pilara jedna je od dvije bazilike u gradu Zaragozi, i konkatedrala je grada zajedno s obližnjom Katedralom Spasitelja (špa.  La Seo de Zaragoza). Arhitektura je baroknog stila, a sadašnja zgrada pretežno izgrađena između 1681. i 1872. godine.
Tijekom Španjolskog građanskog rata 1936.–1939. na baziliku su bačene tri bombe, ali nijedna nije eksplodirala. Dvije od njih su još uvijek izložene u bazilici.

## Galerija
- Pogled naprijed
- Francisco Goya: Kraljica mučenica
- Bazilika Gospe od Pilara i rijeka Ebro
- Crtež Bazilike.